# Cosapa (Sajama)
Cosapa es una localidad de Bolivia, ubicada en la región del Altiplano. Administrativamente se encuentra en el municipio de Turco de provincia de Sajama en el departamento de Oruro.
Cosapa está a una altitud de 3913 msnm, y a 40 kilómetros de la frontera con Chile, en la margen derecha del río Cosapa. 20 kilómetros al noroeste de Cosapa se encuentra el nevado Sajama, la montaña más alta de Bolivia.
Una de las actividades económicas de Cosapa es la cría de llamas y alpacas.

## Geografía
Cosapa se encuentra en el Altiplano boliviano en las laderas orientales de la Cordillera de los Andes, específicamente en la Cordillera Occidental. La región tiene un clima diurno típico en el que la variación media de las temperaturas diarias es mayor que la variación estacional media.
La temperatura media de la región ronda los 5 °C y la precipitación anual ronda los 200 mm. Las temperaturas medias mensuales fluctúan sólo ligeramente entre 1 °C en junio/julio y unos buenos 6 °C de noviembre a marzo. Las precipitaciones mensuales son inferiores a 10 mm de abril a octubre y alcanzan su máximo de diciembre a marzo.

## Transporte
Cosapa se ubica a una distancia de 231 kilómetros por carretera al oeste de Oruro, la capital departamentamental.
En la frontera con Chile, a 38 km al oeste de Cosapa, se encuentra la localidad fronteriza de Tambo Quemado. Desde allí, la Ruta 4, de 1.657 kilómetros de longitud, conduce en dirección este y después de 29 km pasa por Cosapa, a la que se puede llegar a través de una carretera secundaria de nueve kilómetros, la Ruta 27, que continúa hasta Turco y Ancaravi.

## Demografía
La población de la localidad no ha cambiado significativamente en las últimas dos décadas:
| Año  | Habitantes | Fuente |
| ---- | ---------- | ------ |
| 1992 | 274        | Censo  |
| 2001 | 381        | Censo  |
| 2012 | 264        | Censo  |

Debido al desarrollo histórico de la población, la región tiene una alta proporción de población aymara. En la provincia de Sajama, el 90,4 % de la población habla el idioma aymara. 